# CALIPSO
CALIPSO — американо-французский исследовательский спутник, запущенный 28 апреля 2006 с космодрома Ванденберг с помощью ракеты-носителя Дельта-2 7420-10C, вместе с другим исследовательским спутником «CloudSat». 
Спутники запущены в рамках программы НАСА EOS (Earth Observing System, "Система наблюдения Земли") и предназначены для изучения облачного покрова Земли. 
CloudSat расшифровывается как Cloud Satellite, CALIPSO — Cloud-Aerosol Lidar and Infrared Pathfinder Satellite Observation.

## Общая информация
Оба спутника решают общие задачи: получение трёхмерных изображений облаков и атмосферных аэрозолей; исследование того, как формируются и «развиваются» облака, как они влияют на погоду, климат, качество воздуха и количество осадков. Для этого на CloudSat установлен очень чувствительный радар с миллиметровой длиной волны (который более чем в тысячу раз чувствительнее обычного гидрометеорологического радара), а на CALIPSO — поляризационный лазерный локатор, который позволяет отличить в толще облаков водяной пар и кристаллы льда, жидкие и твёрдые частицы атмосферных аэрозолей. Кроме того, на CALIPSO имеется камера и инфракрасный радиометр.
Спутники выведены на солнечно-синхронную круговую орбиту высотой 705 км и наклонением 98,2°.

## Конструкция
Спутник CALIPSO изготовлен на базе спутниковой платформы Alcatel 9260 Proteus. 
Стартовая масса КА 587 кг, масса полезной нагрузки 285 кг, габариты 1,49 × 1,84 × 2,31 м.

## Инструменты
CALIOP (Cloud-Aerosol LIdar with Orthogonal Polarization)
Лидар с ортогональной поляризацией для наблюдения облаков и аэрозолей. Разработан в Исследовательском центре имени Лэнгли, изготовлен фирмой Ball Aerospace & Technologies Corp.. Прибор предназначен для получения вертикальных профилей упругого рассеяния от облачного слоя в различное время суток, а также для описания распределения в нём водяных паров, аэрозолей и пыли.
IIR (Imaging Infared Radiometer)
Видовой инфракрасный радиометр. Разработан Национальным центром космических исследований (CNES) Франция, изготовлен компанией EADS Sodern и предназначен для измерения уровня излучения в различных диапазонах ИК-спектра.
WFC (Wide-Field Camera)
Широкоугольная камера высокого разрешения, изготовлена фирмой Ball Aerospace & Technologies Corp..